# دهیدرواستیک اسید
دهیدرواستیک اسید (به انگلیسی: Dehydroacetic acid) یک ترکیب شیمیایی با شناسه پاب‌کم ۱۰۶۲۳ است. شکل ظاهری این ترکیب، بلورهای سفید است.